# Esquema do Plano Safra Legal
O esquema do Plano Safra Legal funcionou de novembro de 2004 até abril de 2005 e foi usado para arrecadar de forma irregular recursos financeiros para políticos ligados ao Partido dos Trabalhadores (PT).
Originalmente o Safra Legal era um plano do Ibama para regularizar a retirada de madeira de assentamentos no Pará. Entretanto,  funcionários ligados ao instituto começaram a vender autorizações para madeireiras extraírem e transportarem madeira na região paraense. O dinheiro arrecadado era depois usado em benefício de candidatos a prefeito do PT em municípios do estado.
Segundo estimativas da CPI da Biopirataria, que investigou o caso, foram cortados e transportados ilegalmente mais de 220 mil metros cúbicos de madeira, ou o volume equivalente para encher 6 mil carretas de toras. Os envolvidos, filiados e parlamentares do PT com influência no Ibama, permitiam a extração ilegal de madeira no Pará, e em troca, os madeireiros beneficiados contribuíam para as campanhas políticas do partido.
A CPI da Biopirataria pediu o indiciamento de cinco integrantes do PT acusados de facilitar o corte ilegal de madeira.

## Esquema
As primeiras denúncias do esquema que causaram repercussão saíram na Revista Veja de 15/06/2005 e logo depois se tornaram objeto de investigação por parte da CPI da Biopirataria.
O suposto chefe do esquema, segundo denúncia publicada na revista, seria Marcílio Monteiro,  gerente executivo do Ibama no Pará e indicado em 2003 para o cargo pela senadora Ana Júlia Carepa (PT), com quem foi casado.
Durante as investigações, o sindicalista Mário Rubens Rodrigues, Presidente do Sindifloresta do Pará, confirmou as denúncias da revista e disse que parte da propina era depositada nas contas bancárias de Maria Joana da Rocha Pessôa, assessora da senadora Ana Júlia.
A quebra de sigilo bancário de Maria Joana não mostrou depósitos feitos diretamente em nome de empresas madeireiras. Contudo a quebra revelou que somente em 2004, em duas contas dela, houve um total de depósitos de mais de 2 milhões de reais, a maior parte feita em dinheiro vivo, e feitos na maioria das vezes em datas próximas de pleitos eleitorais.
A quebra do sigilo telefônico revelou que houve cerca de 100 telefonemas entre Maria Joana e empresas do setor madeireiro, envolvidas no esquema de desmatamento.
Segundo o que foi apurado, os caminhões das empresas que compravam as licenças para extração e transporte de madeira usavam um adesivo nas cores verde e branco com a inscrição: "oPTante do Plano Safra Legal" - com as letra "P" e "T" destacadas. O artifício supostamente era usado como senha para que os veículos fossem dispensados da fiscalização. Caminhoneiros ouvidos pela CPI da Biopirataria disseram que eram obrigados a colocar os adesivos pelos seus contratantes do contrário ficariam impossibilitados de trabalhar.

### Os indiciados pela CPI
O relatório final da CPI da Biopirataria pediu o indiciamento das seguintes pessoas, todas elas envolvidas no esquema da Safra Legal:
- Leivino Ribeiro dos Santos – presidente da AMMAPA e coordenador financeiro da campanha de Chiquinho do PT à Prefeitura de Anapu. Leivino idealizou e confeccionou o adesivo “Empresa oPTante do Plano Safra Legal 2004”, monopolizou para sua entidade, com fins políticos, a intermediação junto ao IBAMA dos processos de solicitação de ADMs dos lotes dos assentamentos, com a desconsideração das associações de pequenos produtores, e prestou falso testemunho à CPI;
- Sílvio César Costa de Lima – idealizador, juntamente com o Sr. Leivino, do controvertido adesivo, e proprietário de fato da HB Lima Topografia e Engenharia Florestal, sua empresa foi a responsável técnica pela preparação das solicitações de ADMs no âmbito do Plano Safra Legal 2004, utilizando para tanto as instalações do INCRA;
- Bruno Kempner – executor do INCRA em Altamira, foi fortemente influenciado pelo Sr. Sílvio César, admitindo mesmo que ele utilizasse as instalações e a documentação do escritório do INCRA naquela cidade, não zelando pela veracidade das informações recebidas pela entidade que dirige e do próprio processo de obtenção delas para as solicitações de ADMs;
- Francisco de Assis dos Santos Souza (“Chiquinho do PT”) – ex-presidente do Sindicato dos Trabalhadores Rurais de Anapu e candidato a prefeito desse município em 2004, atualmente assessor de madeireiro da região, teria obtido ganhos políticos com o Plano Safra Legal 2004, desvirtuando sua concepção original;
- Sidiane Costa de Lima – engenheira florestal da empresa HB Lima, teria assinado relatórios técnicos sem ir a campo;
- Gracilene Lima - uma das sócias da empresa HB Lima, teria prestado falso testemunho à CPI da Biopirataria.

Um acordo entre os integrantes da CPI evitou que a senadora Ana Júlia Carepa (PT) e seu ex-marido Marcílio Monteiro fossem também citados entre os pedidos de indiciamento. Inicialmente o nome de Monteiro apareceu entre os indiciados, contudo foi removido depois que a bancada do governo ameaçou inviabilizar a aprovação do relatório. Mesmo assim, o relatório registra como fato estranho Ana Júlia não ter recebido nenhuma doação de madeireiros quando concorreu ao Senado Federal em 2002, mas ter sido agraciada com vultosas contribuições do setor madeireiro em 2004, quando ela concorreu pela Prefeitura de Belém.
Os integrantes do Partido dos Trabalhadores alegaram que a CPI não conseguiu encontrar provas do suposto envolvimento da senadora Ana Júlia Carepa (PT). O colega de bancada de Ana Júlia, deputado Dr. Rosinha (PT) insistiu com a CPI para que o nome do Presidente do Sindifloresta do Pará Mário Rubens Rodrigues, que confirmou as denúncias contra a senadora, fosse incluído entre os citados para indiciamento.
No total, o relatório final pediu o indiciamento de 80 pessoas por suposto envolvimento em diversos crimes ambientais.

## Caso correlato
Em junho de 2005, no Mato Grosso, a Polícia Federal (PF) e o Ministério Público prenderam na chamada Operação Curupira 102 pessoas acusadas de ter sido responsáveis pelo desmatamento ilegal de 2 milhões de metros cúbicos de árvores.
A quadrilha, que ficou conhecida como "máfia dos cupins", era chefiada segundo a PF por Hugo Werle, gerente executivo do Ibama em Cuiabá e integrante do conselho fiscal do Partido dos Trabalhadores (PT) no Mato Grosso.
Entre os acusados estavam também: Ana Lúcia da Riva e Marcos César Antoniassi, filiados ao PT e gerentes do Ibama em municípios do estado. Marcos César Antoniassi era então presidente do diretório municipal do PT no município de Novo Horizonte do Norte.